# 荷居屋
有限会社荷居屋（にいや、英語：Niiya Kanpo Co., Ltd.）は、日本の医薬品販売業者。健康食品製造業、医薬部外品製造業なども手掛けている。かつては医薬品製造業も手掛けていた。

## 概要
貞享元年に創業した老舗として知られている。医薬品の卸売や薬局での小売を手掛けている。健康食品の製造販売も手掛けており、「石通金銭茶」、「アクアトン」、「バイオーUP」、「複方メシマコブ細粒」、「サメの軟骨末」などを取り扱っている。医薬部外品の製造販売も手掛けており、漢方浴剤「温浴の華」を取り扱っている。なお、かつては医薬品製造業も手掛けており、点眼薬や風邪薬を製造していた。会社のモットーとして「健やか・よろこび・愛」を定めるとともに、会社の漢方の理念として「地道薬材」を掲げている。フジテレビ系列のテレビ静岡限定でテレビコマーシャルを流しており、50年以上前から変わらぬフィルムを積極的に活用しており、静岡県では高い知名度を誇る。

## 沿革
創業者の池上清助は、鍛冶屋の長を務めるとともに、江尻宿を行き交う武士や商人を相手に荷物預り業を営んでいた。この商いの内容にちなんで「荷が居る屋」との意で「荷居屋」という屋号が命名された。1684年に創業し、その後は薬種商の薬の取次も行ったことから、配置薬事業も手掛けるようになり、その後、漢方薬などを手掛ける薬局を出店するに至った。また、かつては医薬品製造業を手掛けていたものの、2009年に廃業した。この医薬品製造用のGMP工場の設備を活用し、同年より健康食品の製造に進出している。なお、医薬部外品の製造については、その後も継続している。

## 組織
- 健康食品製造部門
  - 薬草エキス製剤
  - 薬草茶
- 医薬部外品製造部門
- 試験・学術・開発部門
- 営業部門
  - 卸売部
- 薬局部門
  - 清水本店
  - 静岡支店[8]

## 略歴
- 1684年 - 荷居屋創業。
- 1889年 - 薬品営業竝薬品取扱規則により荷居屋薬舗店主が薬剤師となる。
- 1922年 - 点眼薬「オイゲン」製造発売。
- 1922年 - 風邪薬「ピース」製造発売。
- 1946年 - 医薬品製造業廃業。
- 1961年 - 漢方煎薬及び漢方エキス散分包許可承認。
- 1961年 - 医薬品製造業再開。
- 1964年 - 生薬原料製造工場建設。
- 1970年 - 本社社屋、荷居屋薬局清水本店、本社エキス製造工場建設。
- 1972年 - 有限会社に改組。
- 1975年 - 荷居屋御前崎工場開設。
- 1975年 - 医薬品製造（原料用生薬製造）開始。
- 1975年 - 医薬部外品製造（漢方浴剤製造）開始。
- 1977年 - 本社工場GMP適合医薬品製造工場に改築。
- 1979年 - 荷居屋薬局静岡店開局。
- 1985年 - 本社に試験・研究室、事務・学術室を新増設。
- 1989年 - 御前崎工場に漢方エキス製造棟増設。
- 1990年 - 荷居屋従業員寮「カンポーハイツ」新設。
- 1996年 - 荷居屋健康食品製造作業棟新設。
- 2009年 - 医薬品製造業廃業。
- 2009年 - 健康食品製造開始。
- 2022年 - 11月25日 をもって閉店。